# 卡特勒马尔
卡特勒马尔（法語：Quatremare，法語發音：[katʁəmaʁ]）是法国厄尔省的一个市镇，位于该省中部，属于埃夫勒区。

## 地理
卡特勒马尔（49°11'7"N, 1°4'51"E）面积5.99 平方千米，位于法国诺曼底大区厄尔省，该省份为法国北部内陆省份，北起滨海塞纳省，西接奧恩省和卡爾瓦多斯省，南至厄尔-卢瓦省，东临瓦兹省、瓦兹河谷省和伊夫林省。
与卡特勒马尔接壤的市镇（或旧市镇、城区）包括：卡纳普维尔、克拉维尔、勒梅尼勒茹尔丹、沃农、叙尔维尔。
卡特勒马尔的时区为UTC+01:00、UTC+02:00（夏令时）。

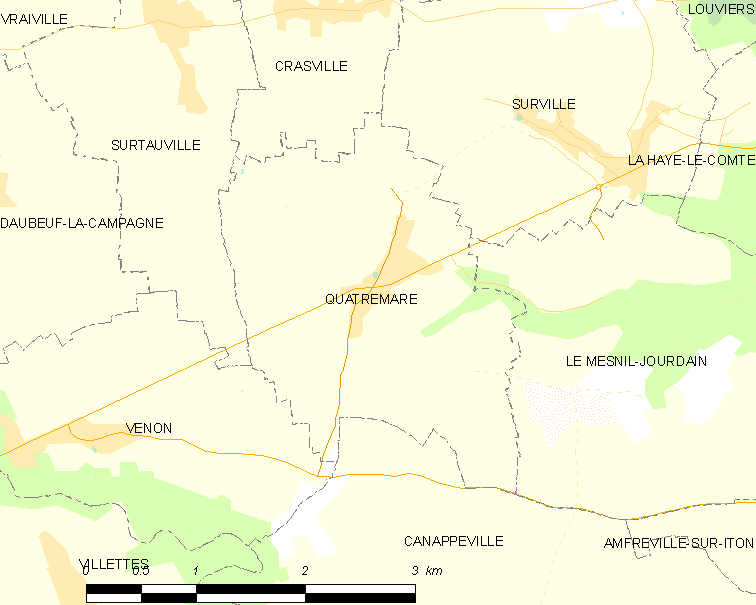
卡特勒马尔的OSM定位图

## 行政
卡特勒马尔的邮政编码为27400，INSEE市镇编码为27483。

## 政治
卡特勒马尔所属的省级选区为蓬德拉尔什县。

## 交通
厄尔省省道D52线和D133线在境内交汇。

## 人口

1962-2008年间卡特勒马尔人口变化图示

卡特勒马尔于2022年1月1日时的人口数量为440人。